# Komlavi Loglo
Komlavi Loglo, né le 30 décembre 1984 à Badougbe, est un joueur de tennis togolais, professionnel entre 2003 et 2009.
Il est le seul joueur de tennis togolais à être passé professionnel.
Il a été entraîné par son frère, Jean Loglo, puis par Dermot Sweeney.

## Carrière
Komlavi Loglo commence le tennis vers l'âge de neuf ans.
Il a remporté 25 tournois Future dont 7 en simple. Le dernier étant celui de Yaoundé, en 2007.
Il participe aux Jeux olympiques de Pékin en 2008 grâce à une invitation reçue par la commission tripartite. Il perd au premier tour face au Sud-Africain Kevin Anderson (6-3, 6-2). Il était classé 611e à l'époque tandis qu'Anderson était 110e.
Il a atteint les quarts de finale du tournoi Challenger de Valladolid en 2005. Il a cependant joué l'essentiel de sa carrière dans les tournois Future en Espagne et en Afrique. En double, il a atteint les demi-finales du Challenger de San Sebastián en 2009.
En 2007 il a battu le 242e mondial, Benjamin Balleret (6-1, 6-3).
Il perd au premier tour des qualifications du tournoi de Valence en 2008.
Il joue en Coupe Davis pour le Togo entre 2000 et 2003 dans les groupes III puis IV de l'Afrique.